# Monuments culturels du district de Prizren
Cet article recense les monuments culturels du district de Prizren en Serbie et au Kosovo (point de vue serbe).

## Liste
| ID      | Monument                                                                | Adresse                      | Municipalité           | Datation                                         | Photo |
| ------- | ----------------------------------------------------------------------- | ---------------------------- | ---------------------- | ------------------------------------------------ | ----- |
| SK 1366 | Ruines du monastère des Saints-Archanges à Prizren                      | 42° 11′ 16″ N, 20° 46′ 49″ E | Prizren (Jablanica)    | 1340-1360 Vandalisées en 2004                    |       |
| SK 1369 | Église de la Vierge de Leviša                                           | 42° 12′ 42″ N, 20° 44′ 09″ E | Prizren                | 1306-1307 Incendiée en 2004                      |       |
| SK 1394 | Église Saint-Nicolas de Velika Hoča                                     | 42° 23′ 04″ N, 20° 40′ 36″ E | Orahovac (Velika Hoča) | 1345                                             |       |
| SK 1395 | Église Saint-Jean-Baptiste de Velika Hoča                               | 42° 23′ 04″ N, 20° 40′ 36″ E | Orahovac (Velika Hoča) | XIVe siècle                                      |       |
| SK 1399 | Forteresse de Prizren                                                   | 42° 12′ 33″ N, 20° 44′ 43″ E | Prizren                | XIe - XVIIe siècles                              |       |
| SK 1400 | Ermitage et monastère Saint Pierre-de-Koriša                            | 42° 18′ 09″ N, 21° 21′ 07″ E | Prizren (Kabaš)        | 1200-1325                                        |       |
| SK 1401 | Église du Saint-Sauveur de Prizren                                      | 42° 12′ 28″ N, 20° 44′ 36″ E | Prizren                | 1330 Vandalisée en 2004                          |       |
| SK 1402 | Église Saint-Nicolas de Prizren                                         | 42° 11′ 48″ N, 20° 44′ 11″ E | Prizren                | 1331-1332 Vandalisée en 2004                     |       |
| SK 1403 | Église Saint-Georges de Sredska                                         | 42° 10′ 00″ N, 20° 51′ 28″ E | Prizren (Sredska)      | 1530                                             |       |
| SK 1404 | Église de la Mère-de-Dieu de Sredska                                    | 42° 10′ 35″ N, 20° 51′ 02″ E | Prizren (Sredska)      | 1646-1647                                        |       |
| SK 1405 | Église Saint-Nicolas de Mušnikovo                                       | 42° 10′ 31″ N, 20° 53′ 50″ E | Prizren (Mušnikovo)    | Seconde moitié du XVIe siècle                    |       |
| SK 1406 | Église de la Sainte-Parascève de Mušnikovo (Saint-Pierre et Saint-Paul) | 42° 10′ 31″ N, 20° 53′ 50″ E | Prizren (Mušnikovo)    | 1563-1564                                        |       |
| SK 1407 | Église Saint-Nicolas de Bogoševci                                       |                              | Prizren (Sredska)      | XIXe siècle                                      |       |
| SK 1408 | Église Saint-Georges de Gornje Selo                                     | 42° 10′ 39″ N, 20° 55′ 50″ E | Prizren (Gornje Selo)  | 1560-1570                                        |       |
| SK 1409 | Église Saint-Nicolas de Drajčići                                        | 42° 09′ 38″ N, 20° 52′ 29″ E | Prizren (Sredska)      | Dernier quart du XVIe siècle                     |       |
| SK 1410 | Mosquée de Sinan Pacha à Prizren                                        | 42° 12′ 32″ N, 20° 44′ 29″ E | Prizren                | 1615                                             |       |
| SK 1411 | Hammam de Gazi Mehmed Pacha                                             | 42° 12′ 39″ N, 20° 44′ 30″ E | Prizren                | XVIIe siècle                                     |       |
| SK 1414 | Église de la Mère-de-Dieu de Mušutište                                  | 42° 16′ 55″ N, 20° 53′ 38″ E | Suva Reka (Mušutište)  | 1315 Dynamitée lors de la guerre du Kosovo       |       |
| SK 1415 | Église Saint-Georges de Rečane                                          | 42° 21′ 36″ N, 20° 52′ 02″ E | Suva Reka (Rečane)     | XIVe siècle Détruite lors de la guerre du Kosovo |       |